# Líbiai dinár
A líbiai dinár (Arabul: دينار) Líbia jelenlegi hivatalos pénzneme, váltópénze a dirham (درهم; 1 dinár = 1000 dirham). 1971-ben vezették be a líbiai font helyett 1:1 arányban. A Central Bank of Libya, Líbia jegybankja bocsátja ki, mely egyúttal a bankrendszert is felügyeli. 1972-ben megalapították a Libyan Arab Foreign Bankot a külföldi beruházások kezelésére.

## Érmék
1975-ig a fontrendszer millieme érméit használták, mely az új pénzrendszerben a dirhamnak felel meg. 1975-ben 1, 5, 10, 20, 50, 100 dirham címletű érmék kerültek forgalomba, melyeken az Arab Köztársaságok Szövetsége címere szerepelt. Ezeket 1979-ben egy újabb érmesorozat követte hasonló címletekkel, de a címer helyére egy lovas került. ¼- és ½-dináros érméket először 2004-ben adtak ki.
2013-ban és 2014-ben bocsátották ki az 50 és 100 dirhamos, ill. a negyed és fél dináros érméket.

## Bankjegyek

### 1971-es sorozat
1971-ben vezették be az első bankjegyeket ¼, ½, 1, 5 és 10 dinár címlettel. A húszdinárost először 2002-ben adták ki. Összesen hat sorozatot adtak ki, melyeknek külleme alig változott, csak az egydináros esetében: a negyedik sorozat óta Moammer Kadhafi arcképe díszítette a bankjegyet.
| Líbiai dinár bankjegysorozatok | Líbiai dinár bankjegysorozatok | Líbiai dinár bankjegysorozatok | Líbiai dinár bankjegysorozatok                                        |
| Sorozat                        | Címletek                       | Kibocsátási dátumok            | Megjegyzés                                                            |
| ------------------------------ | ------------------------------ | ------------------------------ | --------------------------------------------------------------------- |
| 1                              | ¼, ½, 1, 5, 10 dinár           | 1971 – 1972                    |                                                                       |
| 2                              | ¼, ½, 1, 5, 10 dinár           | 1980 – 1981                    |                                                                       |
| 3                              | ¼, ½, 1, 5, 10 dinár           | 1984                           |                                                                       |
| 4                              | ¼, ½, 1, 5, 10 dinár           | 1988 – kb. 1990                |                                                                       |
| 4 (módosított)                 | ¼, ½, 1, 5, 10 dinár           | kb. 1991 – 1993                | Az ¼, ½, 5 dinár címletekről az angol nyelvű szöveget eltávolították. |
| 5                              | ¼, ½, 1, 5, 10, 20 dinár       | 2002                           |                                                                       |
| 6                              | 1, 5, 10 dinár                 | 2004                           | Új biztonsági elem: holografikus fólia.                               |

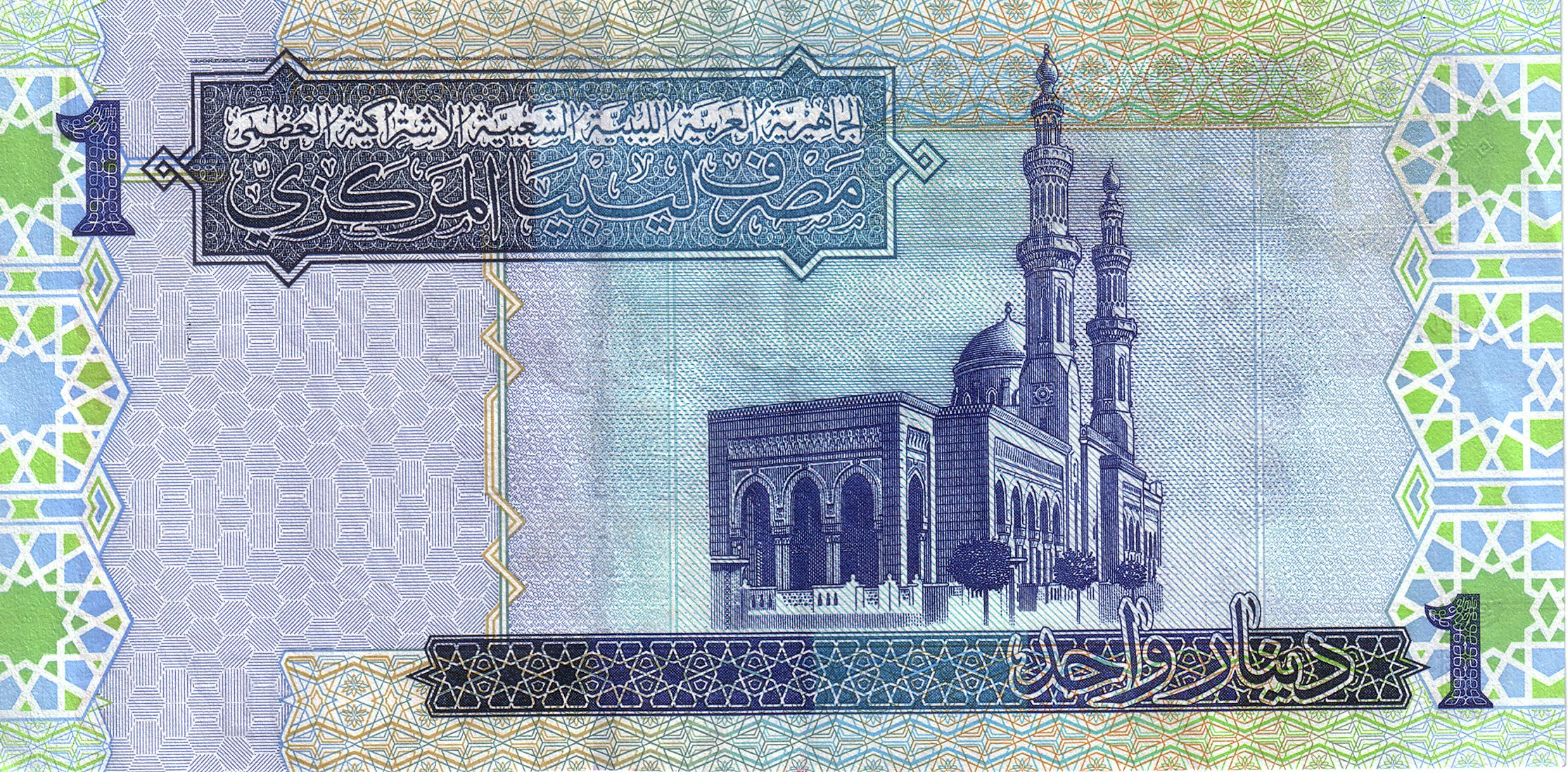
2004-es 1 dináros hátlapja
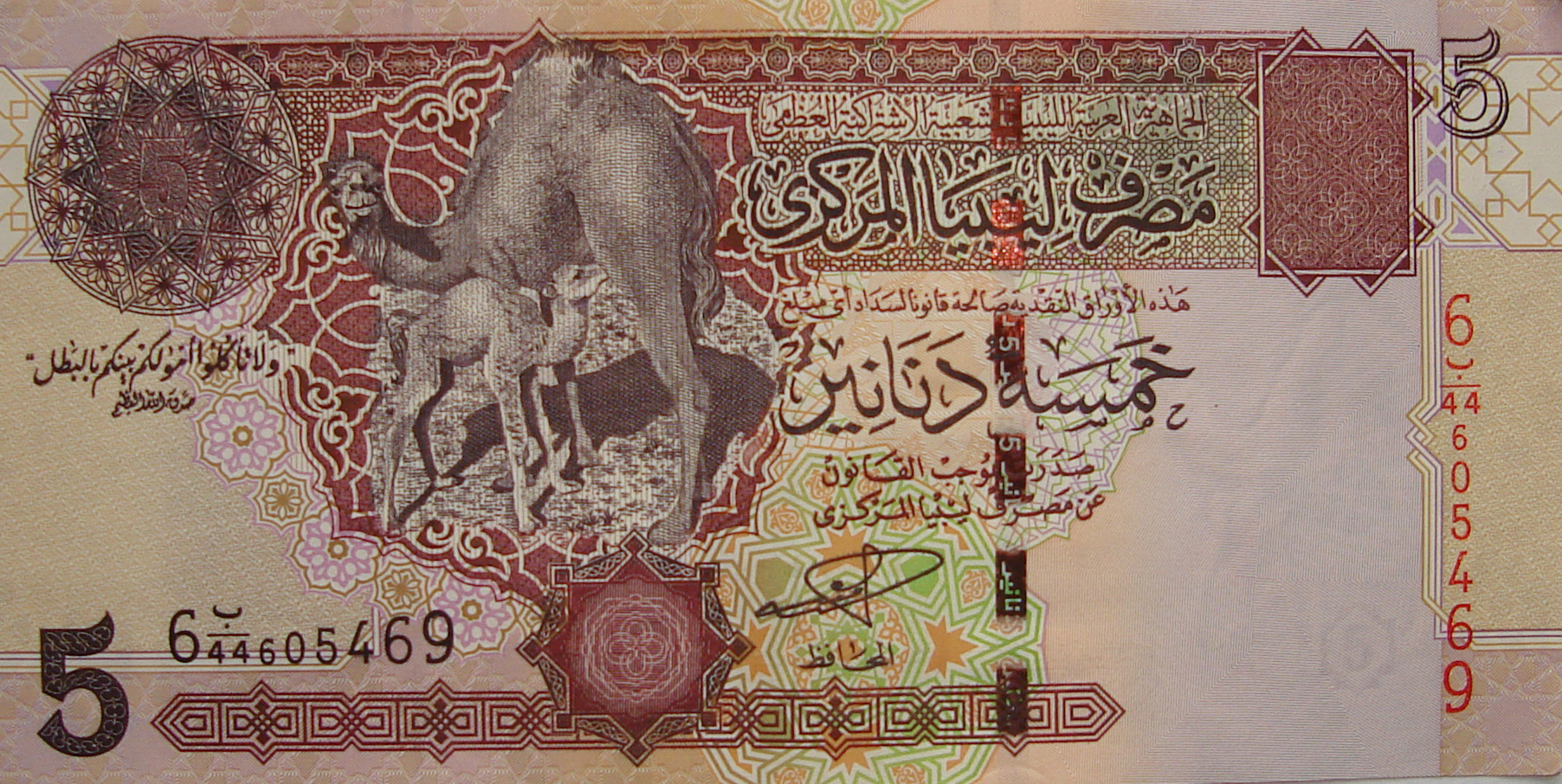
2004-es 5 dináros előlapja
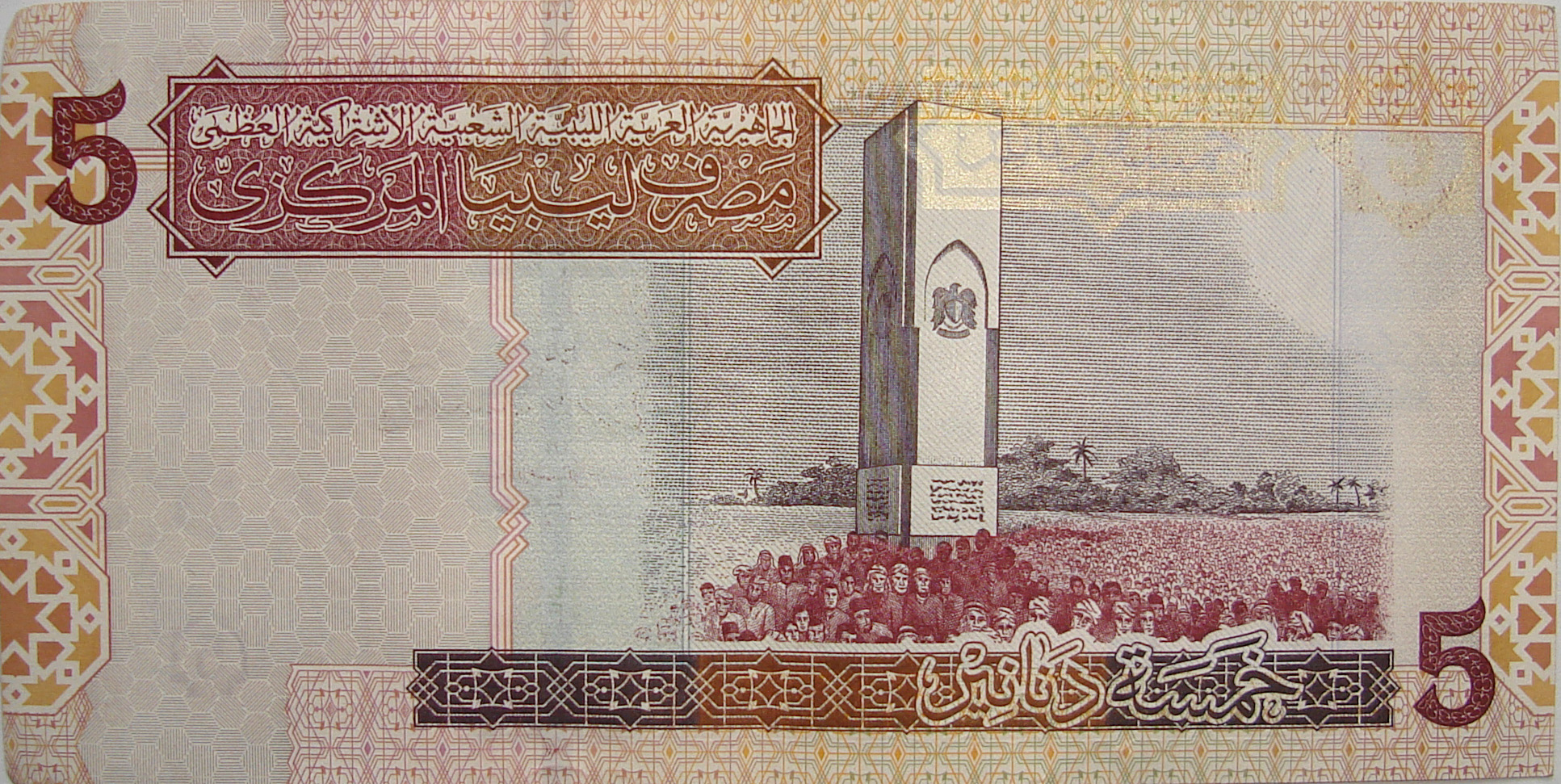
2004-es 5 dináros hátlapja
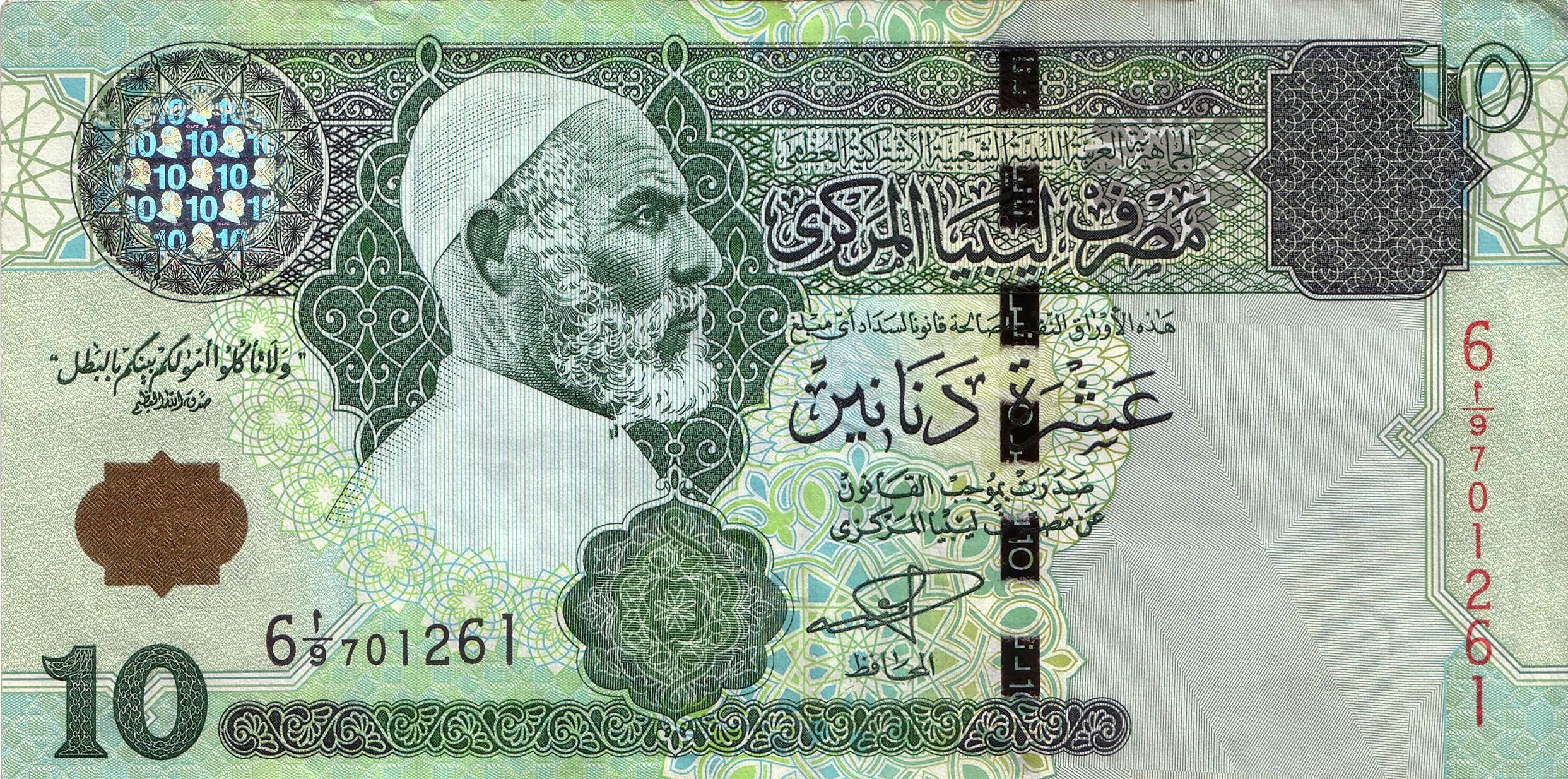
10 dinaros

Az 1, 20, és 50 dinárost fokozatosan vonják ki 2012-ben. Ezeken Kadhafi arcképe látható, ezért az új jegybankelnök elrendelte ezek visszavonását. Az 50 dináros bankjegyet 2012. március 15-ig lehetett fizetőeszközként használni.

### 2013-as sorozat
2013. február 17-én, a forradalom kitörésének 2. évfordulóján új bankjegysorozatot bocsátottak ki. A 20 dináros bankjegyet 2013. március 31-én bocsátották ki. 2021-ben polimer alapanyagú 5 dináros bankjegyet bocsátottak ki.
| Kép      | Kép      | Névérték | Méret       | Szín              | Leírás                              | Leírás                        | Dátumok   | Dátumok           |
| Előoldal | Hátoldal | Névérték | Méret       | Szín              | Előoldal                            | Hátoldal                      | nyomtatás | kibocsátás        |
| -------- | -------- | -------- | ----------- | ----------------- | ----------------------------------- | ----------------------------- | --------- | ----------------- |
|          |          | 1 dinár  | 130 x 65 mm | kék, ibolya, zöld | tömeg éljenzése, Líbia zászlaja     | Líbia zászlaja                | 2012      | 2013. február 17. |
|          |          | 5 dinár  | ?           | ?                 | ottomán harangtorony                | Zeusz-templom Cyrene-ben      | 2012      | 2013. február 17. |
|          |          | 5 dinár  | ?           | ?                 | ottomán harangtorony                | Zeusz-templom Cyrene-ben      | 2021      | 2021              |
|          |          | 10 dinár | ?           | ?                 | Omar Al Mukhtar                     | Al Mukhtar lovasai            | 2012      | 2013. február 17. |
|          |          | 20 dinár | ?           | ?                 | Al Ateeq-mecset Oujlah városban     | hagyományos iskola Ghdamisban | 2013      | 2013. március 31. |
|          |          | 50 dinár | ?           | ?                 | Sede Khrebeech olasz világítótorony | kő boltív Tadrart Acacus-ban  | 2013      | 2013. február 17. |

### 2025-ös sorozat
Az új sorozatban a 20 dináros bankjegy polimer alapanyagú, és a De la Rue francia nyomdában állítják elő.
| Kép      | Kép      | Névérték | Méret       | Szín                  | Leírás             | Leírás                    | Dátumok   | Dátumok           | Dátumok     |
| Előoldal | Hátoldal | Névérték | Méret       | Szín                  | Előoldal           | Hátoldal                  | nyomtatás | kibocsátás        | visszavonás |
| -------- | -------- | -------- | ----------- | --------------------- | ------------------ | ------------------------- | --------- | ----------------- | ----------- |
|          |          | 20 dinár | 148 x 75 mm | Barna, barna és vörös | iskola Ghadamesben | Al-Ateeq mecset Oujlahban | 2025      | 2025. március 25l | forgalomban |

## Köznapi elnevezések
A líbiai dinár helyiek által használt neve általában jni /IPA:ʒni/ (nyugat-líbiai dialektus) vagy jneh /IPA:ʒneh/ (kelet-líbiai dialektus). A hivatalos dinár elnevezést pénzügyi körökön kívül csak elvétve használják. A váltópénz hivatalos nevét, a dirhamot sohasem használják a hétköznapi beszédben, ehelyett a garsh – a kurus pénznév egyik variánsa, mely végső soron a garasra vezethető vissza – használatos 1 garsh = 10 dirham átszámítási arány szerint. Ezer dinárt gyakran kilónak /IPA:ki:lu/ nevezik, és a fiatal férfiak körében elterjedt az öt- és tízdinárosok megnevezésére a faifa /IPA:fa:ifa/ és a tsena /IPA:tse:na/, ezek az angol five és ten szavak tréfás nőiesített alakjai. A líbiaiak pénznemüket gyakran ʿOmar El-Mokhtar néven emlegetik, utalva a korábbi 10 dinároson szereplő líbiai szabadsághősre.

## Kelet-Líbiai dinár
2016 óta a Líbiai Központi Bank és a Líbiai Képviselőház kiadta saját dinárbankjegyeit 20 és 50 dináros címletben. A keleti és nyugati országrész közti konfliktus egyik jele ez, amely 2011 óta tart.

## Emlékbankjegyek
| Kép      | Kép      | Névérték | Méret | Szín | Leírás   | Leírás   | Leírás                                        | Dátumok   | Dátumok    |
| Előoldal | Hátoldal | Névérték | Méret | Szín | Előoldal | Hátoldal | Megjegyzés                                    | nyomtatás | kibocsátás |
| -------- | -------- | -------- | ----- | ---- | -------- | -------- | --------------------------------------------- | --------- | ---------- |
|          |          | 1 dinár  | ?     | kék  | ?        | ?        | a líbiai forradalom 8. évfordulója alkalmából | 2019      | 2019       |